# Суразький дендропарк імені Дубровинського
Сура́зький дендропа́рк ім. Дуброви́нського — дендрологічний парк місцевого значення в Україні. Розташована на території Кременецького району Тернопільської області, біля західної околиці села Сураж, на території контори Суразького лісництва (поруч з автошляхом Р 26). 
Площа 4,7 га. Статус надано згідно з рішенням виконавчого комітету Тернопільської обласної ради від 14.10.1967 року № 734. Перебуває у віданні ДП «Кременецьке лісове господарство» (Суразьке л-во, кв. 173, вид. 1,  6). 
Названий на честь вченого-ботаніка В. Дубровинського, який працював тут у кінці XIX століття. 
Суразький дендропарк входить до складу території заказника «Суразька Дача».